# 高雄台電女子排球隊
高雄台電女子排球隊為企業排球聯賽女子組隊伍之一。台電女排成立於1974年，並於2009年（企業六年）加入企業排球聯賽，該年度也是聯賽首度增設女子組賽事。

## 隊史
於1974年，台電女排成立，經過長期耕耘，在創隊數十年間贏得無數的榮譽。2009年時，台電隊加入了企業排球聯賽首創的女子組比賽並贏得冠軍，而在之後的賽季台電隊仍持續發揮老牌勁旅的實力。2021年10月4日，台電女排和高雄市政府舉行冠名合作記者會，企業十七年將以「高雄台電女子排球隊」參賽。自企業8年開始於例行賽十連霸且拿下了十座挑戰賽冠軍。

## 戰績

### 企業排球聯賽
例行賽
- 冠軍12次：企業六年、企業八年、企業九年、企業十年、企業十一年、企業十二年、企業十三年、企業十四年、企業十五年、企業十六年、企業十七年、企業二十年
- 亞軍3次：企業七年、企業十八年、企業十九年

季後賽
- 冠軍10次：企業六年、企業八年、企業九年、企業十年、企業十二年、企業十三年、企業十四年、企業十五年、企業十六年[6]、企業十七年[7]
- 亞軍3次：企業七年[6]、企業十一年[8]、企業十八年

## 現時陣容
企業20年名單：
- 領隊：洪通澤
- 執行教練：張秝芸
- 教練：王前鑌
- 教練：姚承杉
- 管理：鍾惠貞

## 過往陣容

### 企業6年
- 執行教練：姚承杉
- 教練：陳映仁
- 隊員：蔡妃真（隊長）、吳淑芬、湯婷鈺、謝怡婷、吳可柔、何彥池、蔡盈鳳、張雅筑、蔡雅鈴、顧乃涵、柳君怡、顏佩玲。

### 企業7年
- 執行教練：陳映仁
- 教練：姚承杉
- 隊員：蔡盈鳳（隊長）、吳淑芬、賴佳吟、謝怡婷、吳可柔、何彥池、張禎尹、蔡雅鈴、楊孟樺、溫憶慈、王欣婷、顏佩玲。

### 企業8年
- 執行教練：姚承杉
- 教練：陳映仁
- 隊員：蔡盈鳳（隊長）、楊雅筑、徐薏梅、謝怡婷、吳可柔、何彥池、張禎尹、蔡雅鈴、楊孟樺、溫憶慈、王欣婷、顏佩玲。

### 企業9年
- 執行教練：姚承杉
- 教練：范馨文
- 隊員：顏佩玲（隊長）、吳淑芬、謝怡婷、吳可柔、何彥池、吳靜婷、蕭湘凌、賴佳吟、蔡雅鈴、楊孟樺、溫憶慈、王欣婷（上半季）、黃詩婷（下半季）。

### 企業10年
- 執行教練：姚承杉
- 教練：范馨文
- 隊員：謝怡婷（隊長）、吳淑芬、何彥池、黃詩婷、張禎尹、賴佳吟、楊孟樺、溫憶慈、王欣婷、顏佩玲（上半季）、李婉蓉（上半季）、殷郁婷（上半季）、張妤嘉（下半季）、蘇湘娸（下半季）、謝千儀（下半季）。

### 企業11年
- 執行教練：姚承杉
- 教練：林明輝
- 隊員：張禎尹（隊長）、吳淑芬、李淯、蘇湘娸、何彥池、賴佳吟、溫憶慈、王欣婷、曾琬羚、謝千儀、楊孟樺（上半季）、楊世華（上半季）、郭覲儀（下半季）、張妤嘉（下半季）。

### 企業12年
- 執行教練：姚承杉
- 教練：林明輝
- 隊員：張禎尹（隊長）、吳淑芬、李淯、賴佳吟、溫憶慈、王欣婷、曾琬羚、謝千儀、楊孟樺、郭覲儀、張妤嘉、陳曦。

### 企業13年
- 執行教練：姚承杉
- 教練：林明輝
- 隊員：張秝芸（隊長）、黃芯瑜、李淯、李姿瑩、溫憶慈、黃瀞萱、曾琬羚、謝苡縥、楊孟樺、郭覲儀、張妤嘉、陳曦。

### 企業14年
- 執行教練：姚承杉
- 教練：林明輝(上半季) 王前鑌(下半季)
- 隊員：張秝芸（隊長）、黃芯瑜、李諭、李姿瑩、劉煜淳、黃瀞萱、曾琬羚、謝苡縥、楊孟樺、郭覲儀、張妤嘉、陳曦。

### 企業15年
- 執行教練：王前鑌
- 教練：范馨文 姚承杉
- 隊員：張秝芸（隊長）、黃芯瑜、李諭、李姿瑩、劉煜淳、黃瀞萱、曾琬羚、謝苡縥、楊孟樺、郭覲儀、張妤嘉、廖嘉蓉、陳姿雅。

### 企業16年
- 執行教練：王前鑌
- 教練：王明浚 范馨文
- 管理：姚承杉
- 隊員：謝苡縥（隊長）、張秝芸、黃芯瑜、李諭、李姿瑩、劉煜淳、黃瀞萱、曾琬羚、楊孟樺、郭覲儀、許惠瑩、廖嘉蓉、陳姿雅。

### 企業17年
- 執行教練：王前鑌
- 教練：王明浚
- 管理：姚承杉
- 隊員：謝苡縥（隊長）、黃芯瑜、李諭、李姿瑩、劉煜淳、黃瀞萱、曾琬羚、楊孟樺、郭覲儀、許惠瑩、廖嘉蓉、陳姿雅、許菀芸、彭𦀡媃。

### 企業18年
- 執行教練：王前鑌
- 教練：姚承杉 張秝芸
- 管理：黃秀珠
- 隊員：李諭（隊長）、胡曉佩、李怡萱、曾琬羚、郭覲儀、陳姿雅、黃芯瑜、李姿瑩、許菀芸、洪家瑤、彭𦀡媃、劉煜淳、許惠瑩、廖嘉蓉、黃瀞萱。

### 企業19年
- 執行教練：王前鑌
- 教練：姚承杉 張秝芸
- 管理：黃秀珠
- 隊員：郭覲儀（隊長）、胡曉佩、劉玉淳、曾琬羚、李諭、陳姿雅、黃芯瑜、李姿瑩、許菀芸、洪家瑤、彭𦀡媃、許惠瑩、廖嘉蓉、黃瀞萱。

### 企業20年
- 執行教練：張秝芸
- 教練：姚承杉 王前鑌
- 管理：鍾惠貞
- 隊員：曾琬羚（隊長）、胡曉佩、劉玉淳、陳思妤、吳閩育、洪詩涵、蔡幼群、許菀芸、洪家瑤、彭𦀡媃、包茵綺、許惠瑩、鍾虹薰、黃瀞萱。

## 外部連結
- 高雄台電女子排球隊的Facebook專頁
- 高雄台電女子排球隊的Instagram帳戶
- Women's Volleyball台電女子排球隊的Instagram帳戶
- YouTube上的Taipowergirlsss Volleyball頻道